# Birgit Zotz
Birgit Zotz (* 7. August 1979 in Waidhofen an der Thaya) ist eine österreichische Kulturanthropologin, Tourismuswissenschaftlerin und Autorin von Sach- und Fachbüchern.

## Leben

### Ausbildung
Zotz wurde als Birgit Hutter geboren. Sie wuchs in Loibes auf, besuchte seit 1993 das Musikgymnasium Wien und studierte von 1993 bis 1997 am Franz Schubert Konservatorium das Instrument Saxophon. Sie absolvierte Studien der Tourismuswissenschaft an der Johannes Kepler Universität in Linz und der Ethnologie an der Universität Wien. Sie schloss diese mit Untersuchungen über die Tourismusentwicklung in Tibet (2008) und über tibetische Orakelpriester (2010) ab.

### Wissenschaftliche Arbeit
Birgit Zotz befasst sich als Kulturanthropologin mit Themen der Religionsethnologie wie der Initiation und dem Orakel. Einer ihrer Forschungsschwerpunkte liegt bei buddhistischen Themen. Dabei setzte sie sich auch mit dem Wirken von Lama Anagarika Govinda und der von ihm ausgehenden Bewegung auseinander. Aus dem Nachlass Govindas gab sie dessen Aufzeichnungen über die rituellen Einweihungen im tantrischen Buddhismus heraus.
Als Tourismuswissenschaftlerin befasste sich Zotz mit dem Image touristischer Destinationen wie Tibet. Wie Martin Brauen und Donald Sewell Lopez Jr. gehört sie im Sinne der Orientalismus-These Edward Saids zu den Kritikern westlicher Vorstellungen von Tibet. Dazu stellte sie fest: „Dass es nach einem verbreiteten Klischee bis heute für Tibeter keine Aufklärung, Moderne und Technik geben darf, kann nicht allein der historischen Entwicklung des Tibet-Bildes zugeschrieben werden, sondern muss auch einem gegenwärtigen Bedürfnis entspringen. Haben Tibeter für die westliche Imagination im Mittelalter zu verharren, um einen Fluchtweg aus der Neuzeit offen zu halten?“ Sie erstellte auch eine touristische Studie über das Image des Waldviertels.

### Weitere Tätigkeiten
Zotz ist Präsidentin der interkulturellen Institution Komyoji, Mitglied des Verwaltungsrats des Kulturverlages Kairos Edition in Luxemburg und Dozentin am International College of Tourism and Management in Bad Vöslau. Birgit Zotz ist auch Herausgeberin der Zeitschrift Damaru. Als Ehefrau des Philosophen Volker Zotz ist sie, wie dieser schreibt, am Entstehen seiner Werke beteiligt. Seit 2015 ist Birgit Zotz die Chefredakteurin der 1956 gegründeten Zeitschrift Der Kreis. Sie ist leitend in der Lama und Li Gotami Govinda Stiftung tätig, und sie ist Kuratorin für Ausstellungen wie 2016 Tibets Sachse.

## Werke
- Birgit Zotz (Hrsg.): Ein Weitgereister kehrt zurück. Texte zur Beisetzung von Asche Lama Govindas in Waldheim 2018. München: Edition Habermann 2018, ISBN 978-3-96025-012-8.
- Birgit Zotz (Hrsg.): Lama Anagarika Govinda: Weit über mich hinaus. Gespräche über Tantra und Meditation. Grafing 2017, ISBN 9783894277673.
- Birgit Zotz (Hrsg.): Tibets Sachse. Ernst Hoffmann wird Lama Govinda. Mit Beiträgen u. a. von Peter van Ham, Peter Michel, François Maher Presley. München: Edition Habermann 2016, ISBN 978-3-96025-007-4.
- Lama Anagarika Govinda: Initiation. Vorbereitung, Praxis, Wirkung. Herausgegeben von Birgit Zotz. Luxemburg: Kairos Edition 2014, ISBN 978-2-919771-07-3.
- Destination Tibet. Touristisches Image zwischen Politik und Klischee. Hamburg 2010, ISBN 978-3-8300-4948-7.
- Das Waldviertel – Zwischen Mystik und Klarheit. Das Image einer Region als Reiseziel. Berlin 2010, ISBN 978-3-89574-734-2.
- Das Image Tibets als Reiseziel im Spiegel deutschsprachiger Medien. Linz 2008.
- Birgit Hutter: Das Image des Waldviertels als Urlaubsregion. Wien 2006.